# بحيرة بالانان
بحيرة بالانان (بالإنجليزية: Lake Balanan) هي بحيرة مياه عذبة تقع في بلدية سياتون، جنوب محافظة أورينتال نيغروس في الفلبين، تشتهر بجمالها الطبيعي وموقعها المحاط بالغابات والجبال، وتُعد من أبرز وجهات السياحة البيئية في جزيرة نيغروس.

## الموقع والجغرافيا
تكوّنت البحيرة عام 1925 نتيجة انهيار أرضي سببه زلزال قوي أدى إلى سد مجرى نهر بالانان، مما تسبب في تجمع المياه خلفه.
تقع على ارتفاع حوالي 285 مترًا فوق مستوى البحر، ويبلغ طولها نحو 1.8 كيلومتر. تغذيها عدة جداول، وتُحيط بها غابة استوائية وشلالات أبرزها شلال بالانان.

## السياحة
تُوفر البحيرة أنشطة مثل التجديف، السباحة، المشي في الطبيعة، وزيارة الشلالات. تُدار كموقع للسياحة البيئية مع قيود للحفاظ على النظام البيئي، وتُمنع فيها القوارب الآلية والصيد الجائر.